# Vlinderagame
De vlinderagame (Leiolepis belliana) is een hagedis uit de familie agamen (Agamidae).

## Taxonomie en naamgeving
De soort werd voor het eerst wetenschappelijk beschreven door Thomas Hardwicke en John Edward Gray in 1827. Oorspronkelijk werd de naam Uromastyx Belliana gebruikt.
De Nederlandstalige naam vlinderagame slaat op de bonte kleuren, een dergelijke naam wordt ook in andere talen gebruikt zoals het Engelse Butterfly Lizard en het Duitse Schmetterlingsagame. De wetenschappelijke geslachtsnaam Leio(-)lepis betekent letterlijk zachte schub. De soortaanduiding belliana is een eerbetoon aan de Britse zoöloog Thomas Bell (1792 - 1880).

### Ondersoorten
Er worden twee ondersoorten erkend. Vroeger waren er meer ondersoorten, maar deze worden tegenwoordig als aparte soorten beschouwd zoals Leiolepis guttata en Leiolepis rubritaeniata.
De huidige ondersoorten zijn in de onderstaande tabel weergegeven, met de auteur en het verspreidingsgebied.
Er worden twee ondersoorten erkend:
| Naam                        | Auteur                 | Verspreidingsgebied                 |
| --------------------------- | ---------------------- | ----------------------------------- |
| Leiolepis belliana          | Hardwicke & Gray, 1827 | De rest van het verspreidingsgebied |
| Leiolepis belliana ocellata | Peters, 1971           | Myanmar, Thailand                   |

## Uiterlijke kenmerken
De totale lichaamslengte van de agame is 40 tot 50 centimeter, waarvan de kopromplengte ongeveer 14 tot 17 cm beslaat. De staart is relatief lang en dun. De basiskleur van het lichaam is grijsgroen tot bruinig of donkerder tot bijna zwart. Op de rug zijn lichtere gele strepen en vlekken aanwezig die altijd donker omzoomd zijn zodat ze goed afsteken. De agame is te herkennen aan de altijd rood-oranje buik en onderzijde van de flanken met de typische, zwarte tandachtige driehoekige verticale vlekken. Deze doen denken aan de motieven van de vleugels van vlinders waaraan de naam is te danken. De rug is in de paartijd groenig met gele vlekjes of stippen, voornamelijk bij de mannetjes; deze krijgen meestal ook een blauwe zijkant van de kop en blauwe poten. De kleur van de staart is altijd donkerder dan het lichaam, de staart is bezaaid met kleine, gele ronde stippen, dit motief komt ook terug op de achterpoten.

## Levenswijze

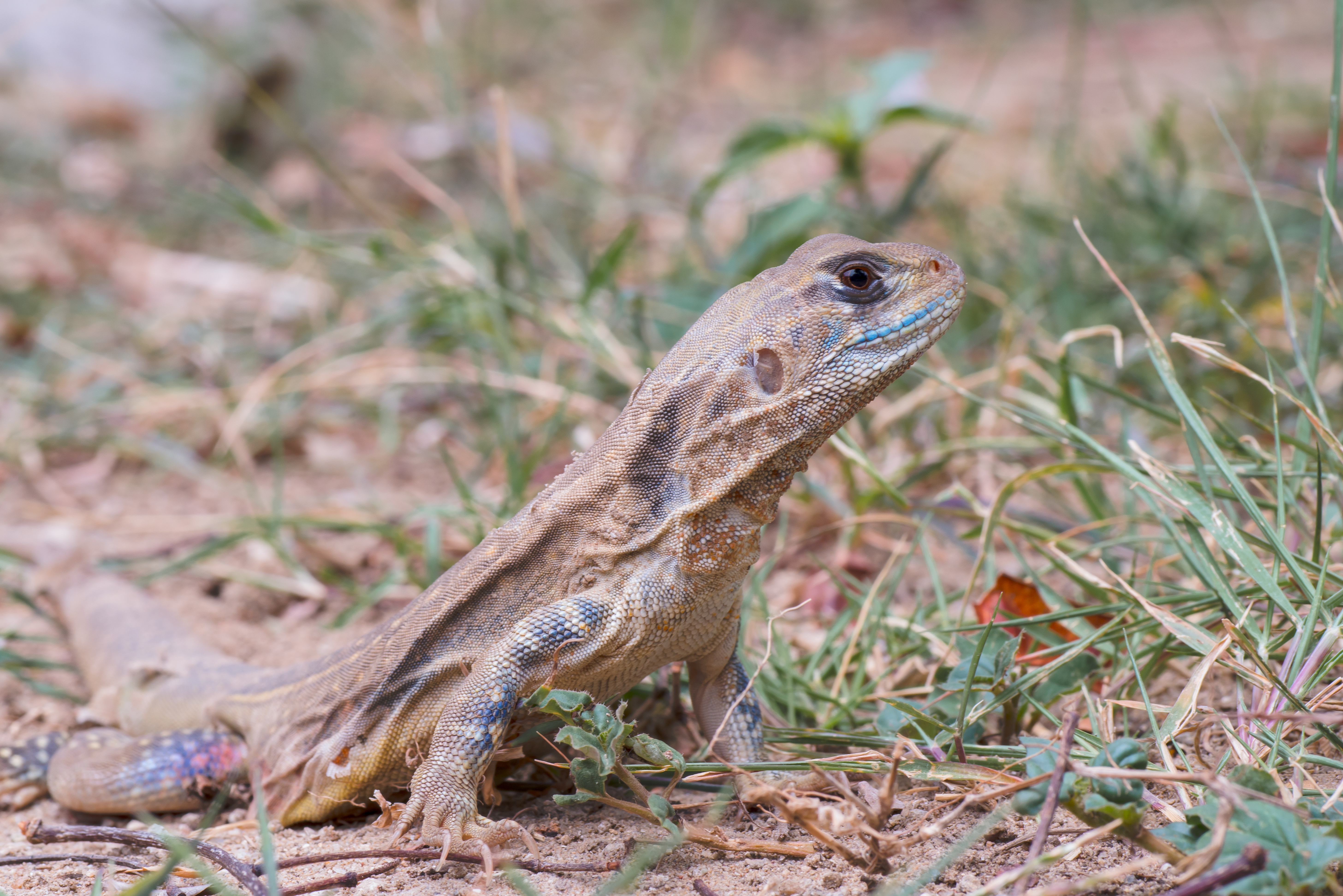
Exemplaar uit het Khao Sam Roi Yot National Park, Thailand.

Het voedsel bestaat uit wat grotere insecten, spinnen, wormen en slakken maar ook wel plantendelen. Deze agame kan wel klimmen maar doet dat niet graag en de lange staart die de helft van de lengte beslaat is daarvoor ook niet geschikt.
De vlinderagame is overdag actief, op het heetst van de dag kruipt de agame in een hol om er tegen de middag weer uit te komen om te zonnen en daarna te jagen. Ook bij naderend gevaar en 's nachts wordt het hol opgezocht om te schuilen. Voordat de hagedis gaat slapen wordt eerst de opening van het hol geblokkeerd met zand, wat waarschijnlijk dient om nachtactieve slangen te vermijden.

## Verspreiding en habitat
De vlinderagame komt voor in delen van zuidwestelijk en zuidoostelijk Azië en leeft in de landen Cambodja, Indonesië, Maleisië, Myanmar, Thailand, Vietnam, en mogelijk in Laos. De habitat bestaat uit zanderige en niet al te droge plekken in duinen, bosranden en verstuivingen. Hier worden holen gegraven van maximaal een meter lengte die als uitvalsbasis gebruik worden; soms worden ook wel holletjes van bijvoorbeeld konijnen gebruikt.